# Grönsaker

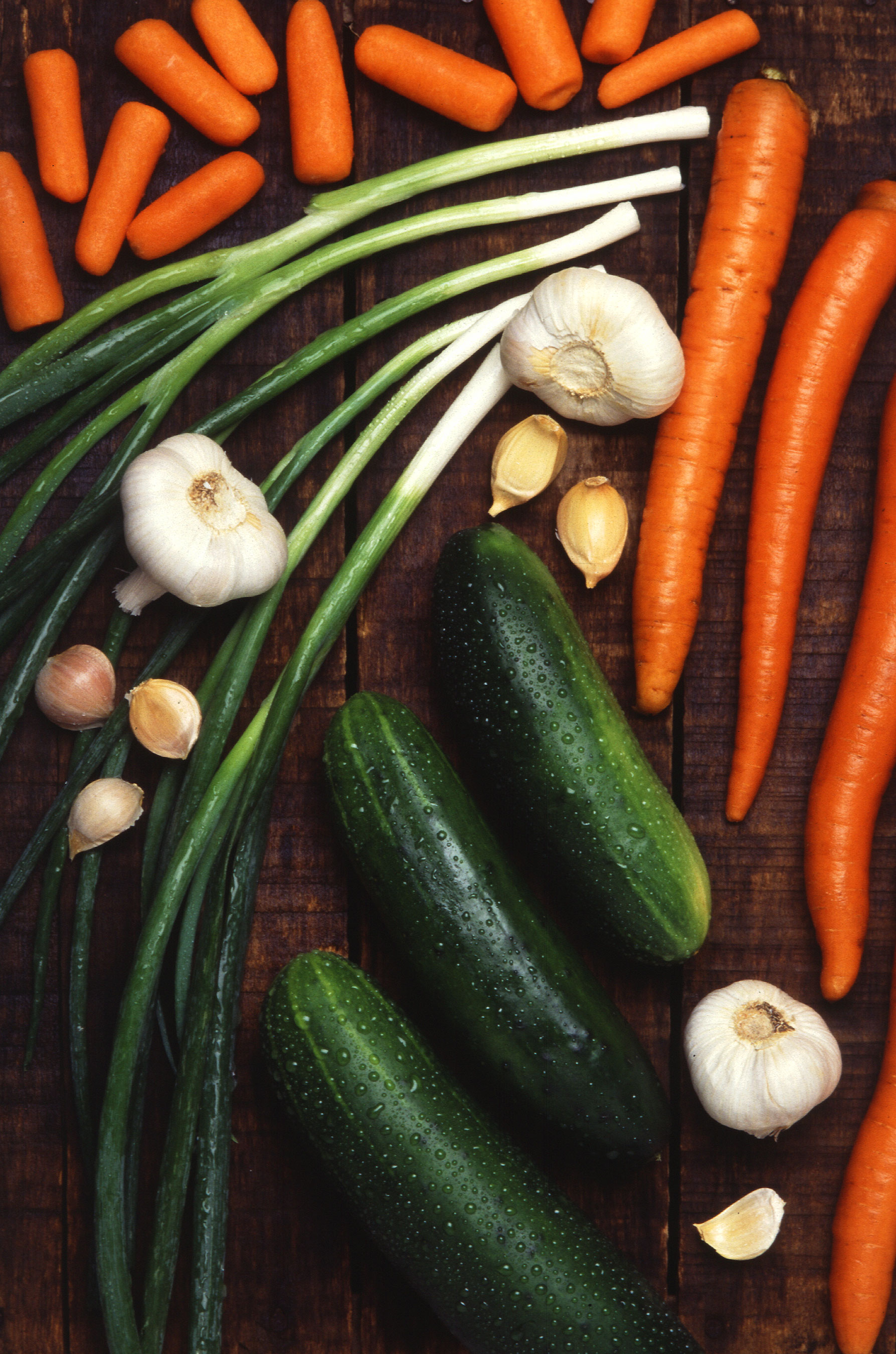
Blandade grönsaker.

Grönsaker, även benämnt vegetabilier, är en grupp livsmedel med ursprung i växtriket. Termen grönsaker är inte botanisk, utan omfattar en rad olika ätbara växter. Vilka livsmedel som hör till gruppen och vad som istället hör till frukt eller andra grupperingar beror till stor del på i vilket sammanhang livsmedlet används.
Till skillnad från frukter har grönsaker ingen vetenskaplig definition. Rötter (se rotfrukter), stjälkar, blad, blommor och även vissa frukter kan betecknas som grönsaker. Frukter som även definieras som grönsaker är exempelvis paprika, tomater, squash och aubergine. Att grönsaker definieras som frukter är ovanligare, men skedde då EU definierade morötter som frukt för att marmelad gjord på morötter skulle bli godkänt.
Globalt sett är grönsaker en viktig näringskälla. Grönsaker kan konsumeras färska, exempelvis i sallader, eller som grönsaksröror likt ratatouille, kokas i exempelvis soppor, ugnsrostas eller stekas.

## Klassificering

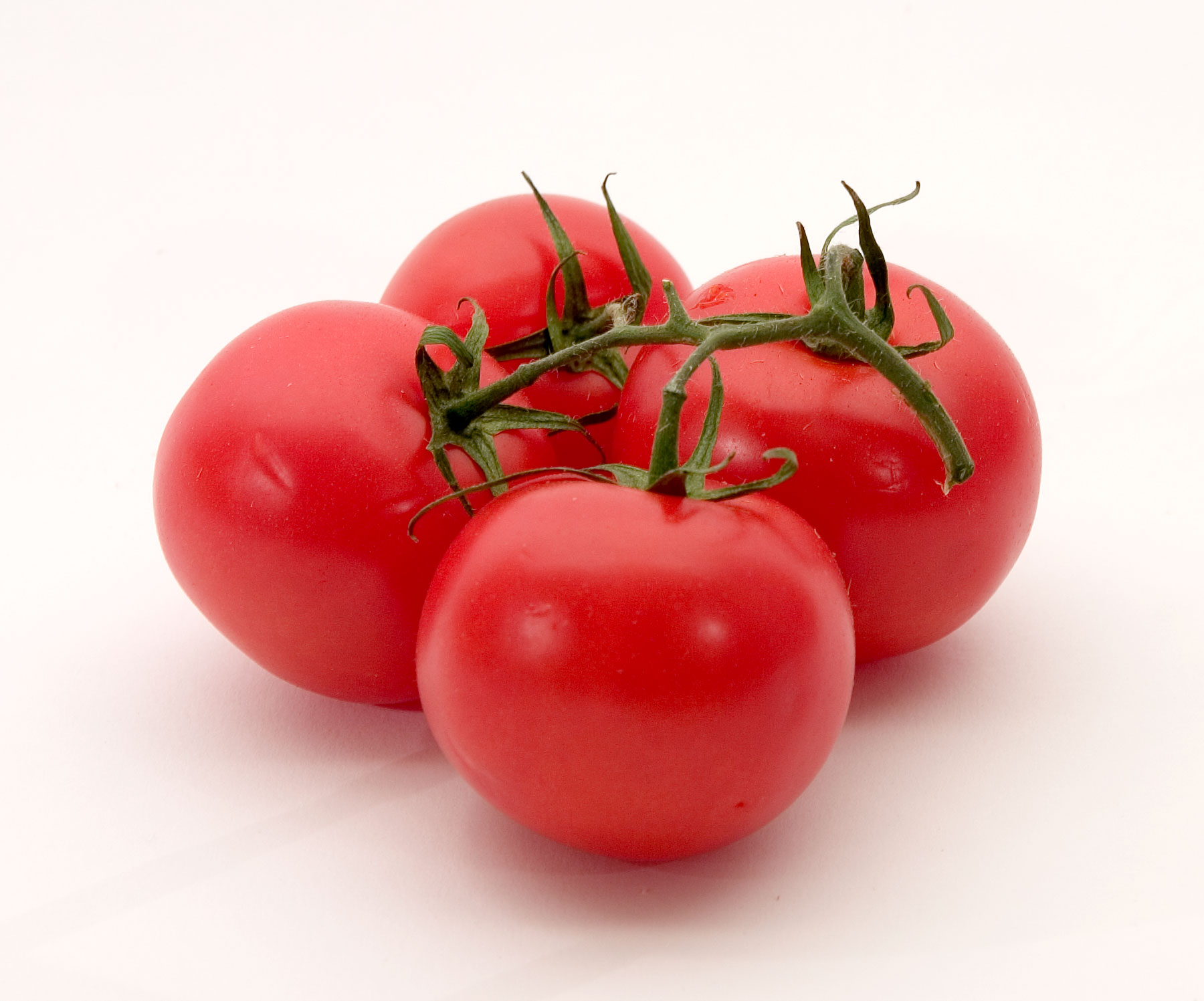
Tomat är ett exempel på en växt som trots sin botaniska klassificering som frukt anses vara en grönsak.

Grönsak är inte en vetenskaplig term, utan vad som räknas som grönsak är i stället kulturellt definierat, och termen grönsak betecknar alla de örtartade växter som människan använder som födoämnen och som människan har lärt sig att odla och förtära som en del av kosthållningen. Grönsaker måste dock inte vara odlade, utan kan även vara vildväxande, som exempelvis brännässlor. Grönsaker kan vara frukter (som tomat), blad (som sallat), rötter (som morötter), stam (som selleri) och så vidare. Generellt betraktas ätliga växtdelar, utom söta frukter, frön och nötter, som grönsaker.
Vanligtvis räknas icke-söta egentliga frukter in i gruppen (exempelvis tomater och gurkor), men inte söta sådana (såsom päron och körsbär). Andra ätliga växtdelar räknas också som grönsaker, till exempel rabarber. Rotfrukter inräknas vanligen i gruppen, namnet till trots. Vissa kryddor räknas in (exempelvis persilja, paprika och dill), medan andra inte gör det (exempelvis kanel). Svamp räknas ibland som en grönsak, men inte spannmål. Klassificeringen av grönsaker och frukter beror på hur man förtär livsmedlet. Olika växter som ingår i en sallad brukar kallas grönsaker medan samma växt i en dessert kan kallas för frukt. Grönsakerna delas ofta in i grupper om hur de växer. Exempel på detta kan vara rotgrönsaker, lökgrönsaker, stamgrönsaker, bladgrönsaker, blomgrönsaker, fruktgrönsaker och frögrönsaker.

## Odling av grönsaker
Grönsaker odlas i allt från små hushållsodlingar till stora, automatiserade jordbruk (ofta i så kallade grönsaksland). I I-länder kan odlingen delas upp i tre kategorier: Odling för direkt försäljning, odling för industriell bearbetning (exempelvis frysning eller konservering) eller fröproduktion.
Olika grönsaker odlas på olika sätt. En del växter odlas i regel utomhus, på så kallat friland; på grund av geografiska klimatskillnader kan dock inte alla grönsaker odlas utomhus överallt. Till följd av detta brukas i mer tempererade klimat kyltåligare växter, medan grönsaker som paprika, tomat och melon, som behöver mer värme, istället ofta odlas i växthus. Det är även i tempererade klimat vanligt att man odlar upp grunden till grönsaken i växthus, för att sedan utplantera dem på våren för att skörden skall infalla tidigare och ge en längre period under vilken grönsaken kan skördas. När grönsaken har skördats säljs den antingen färsk eller säljs till livsmedelsindustrin. I varmare klimat kan helt andra grönsaker odlas, och grönsaksutbudet och odlingen skiljer sig i allmänhet mycket mellan olika klimattyper.
Olika djur angriper ofta grönsaksodlingar. Ett sätt att motverka detta är att spruta på bekämpningsmedel, vilket dock går emot kraven för ekologiskt jordbruk. Ett annat sätt är att sterilisera jorden från skadedjur genom hög värme. Rundmaskar dör vid en värme på runt 50°C, damping off-organismer vid 55°C, de flesta patogena bakterier och svampar vid 65°C och jordinsekter samt de flesta virus vid 70. De flesta ogräsfrön dör vid 80°C, och de flesta resistenta ogräs och virus vid 100°C.

### Färska grönsaker
Odling av färska grönsaker spänner från hushållsodling, via odling för småskalig försäljning till industriell odling. Ett tiondels hektar kan vid småskalig odling hålla en familj på sex personer med grönsaker. De bäst lämpade grönsakerna för denna produktion är de som ger så hög avkastning av maten som möjligt, till exempel bönor, kål, morötter, lök och tomater. Jordbruk som odlar grönsaker för en lokal marknad, till exempel en by, odlar oftast ett utbud av många olika grönsaker. För att de ska kunna specialisera sig och odla färska grönsaker för mer än den lokala marknaden krävs goda vägförbindelser och motorfordon. Bättre kommunikationer har historiskt sett lett till att jordbruk som producerat små mängder av ett flertal grönsakssorter för en lokal marknad specialiserat sig och börjat odla stora mängder av ett fåtal grönsakssorter för en regional marknad. Även odling i växthus kan ske storskaligt och med automatiserad bevattning och gödsling. Växthusproducenter måste emellertid antingen odla då det är lågsäsong och priserna är höga eller odla premiumprodukter för att kunna konkurrera med andra producenter.

### Industriell bearbetning
Odling för industriell bearbetning sker i regel storskaligt och är billigare än odling av färska grönsaker. Då utseendet på grönsakerna inte är lika viktigt kan man använda sig av billigare mark, mindre personal och ha lägre omkostnader vid handhavandet av grönsakerna. Olika förädlingar av samma art används för olika former av bearbetning. Till exempel strävar man vid konservering och frysning efter små och likformiga grönsaker. För att hålla produktionen konstant odlas förädlingar som mognar vid olika tidpunkt.

### Frö- och transplantatproduktion
Grönsaksodling i syfte att för framtida odling tillvarata frön skiljer sig mycket från andra former av grönsaksproduktion. Fröna är ännu inte klara då den ätliga delen av grönsaken mognat. Därför måste man låta grönsaken övermogna innan fröna går att odla med. Fröproduktion kräver särskilda tekniker när plantan blommar, fröet utvecklas samt då fröna skördas och tröskas. Isolerade odlingsförhållanden gör att odlaren kan garantera frönas renhet.
Producenter av grönsaker för omplantering använder något slags jordfri blandning för att odla omplanteringsväxterna, transplantaten. Dessa blandningar innehåller vanligen olika blandningar av vitmossetorv och vermikulit eller perlit, samt ofta gödningsmedel. Små grönsaksodlare köper ofta färdiga jordblandningar, medan större ofta tillverkar själva. Jorden brukar göras enligt en så kallad "Cornell mix", som innehåller ungefär hälften vitmossetorv och hälften hortikulturell vermikulit samt ofta gödningsmedel såsom malen kalksten, monokalciumfosfat, kalcium- eller kaliumnitrat, eller liknande. Hur mycket gödningsmedel man tillsätter ändrar blandningens egenskaper som är anpassade för olika användningsområden, som groddning av plantor.

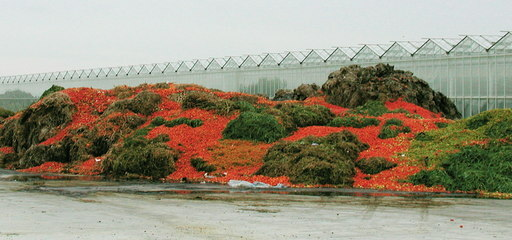
Ruttna tomater komposteras vid ett växthus.

### Skörd
Skördeskador kan orsaka stora svinn. Skadade grönsaker kan komposteras. Om grönsaker efter skörd lastas oförsiktigt vid transport eller väglaget är dåligt så kan det ge stora skador på produkterna. Ordentlig paketering är viktigt för att minska skadorna på grödorna. Förlust i form av kvalitet är svårare att mäta än kvantitet.

### Ekologisk odling
Det finns olika metoder för ekologisk odling av grönsaker. Olika länder har också olika standarder för vilka metoder som räknas som ekologiska.
I Sverige kan en grönsak få KRAV-märkning om jorden inte har blivit beströdd med konstgödsel, om inga kemiska bekämpningsmedel har använts mot skadeinsekter och ogräs, och man får inte beta utsädet med kemiska medel. Bonden odlar olika grödor för varje år, för att ogräs och skadeinsekter inte ska angripa grönsaken. På detta sätt utnyttjas marknäringen mer. Efterfrågan på ekologiska grönsaker har markant ökat, snabbare än vad produktionen har ökat. Det är svårt för en bonde att lönsamt producera kravmärkta grönsaker, och kräver många specialkunskaper.

## Grönsaker som livsmedel
Grönsaker kan konsumeras råa, tillagade eller som grönsaksjuice. Grönsaker har i regel ett högt näringsvärde med mycket proteiner, vitaminer och mineralämnen samt ofta även kostfibrer. I motsats till detta är energiinnehållet ofta relativt låg. De höga näringsvärdena har medverkat till att grönsaker har blivit en viktig del av kosten. Under 1900-talet ökade medvetenheten om grönsakers betydelse för kroppen. Globalt sett är grönsaker en mycket viktig del av kosten och många ärtväxter odlas exempelvis som proteinkälla. I länder med ett varmare klimat tenderar grönsaksförbrukningen vara högre. Eftersom grönsaker ofta innehåller relativt mycket vatten ger grönsaker lite kalorier men innehåller mycket vitaminer och mineraler. Fiberinnehållet gör att man blir mätt av att äta relativt få grönsaker, utan att man har fått i sig speciellt många kalorier. Dessa fibrer stimulerar även arbetet i tarmen.

### Tillagning

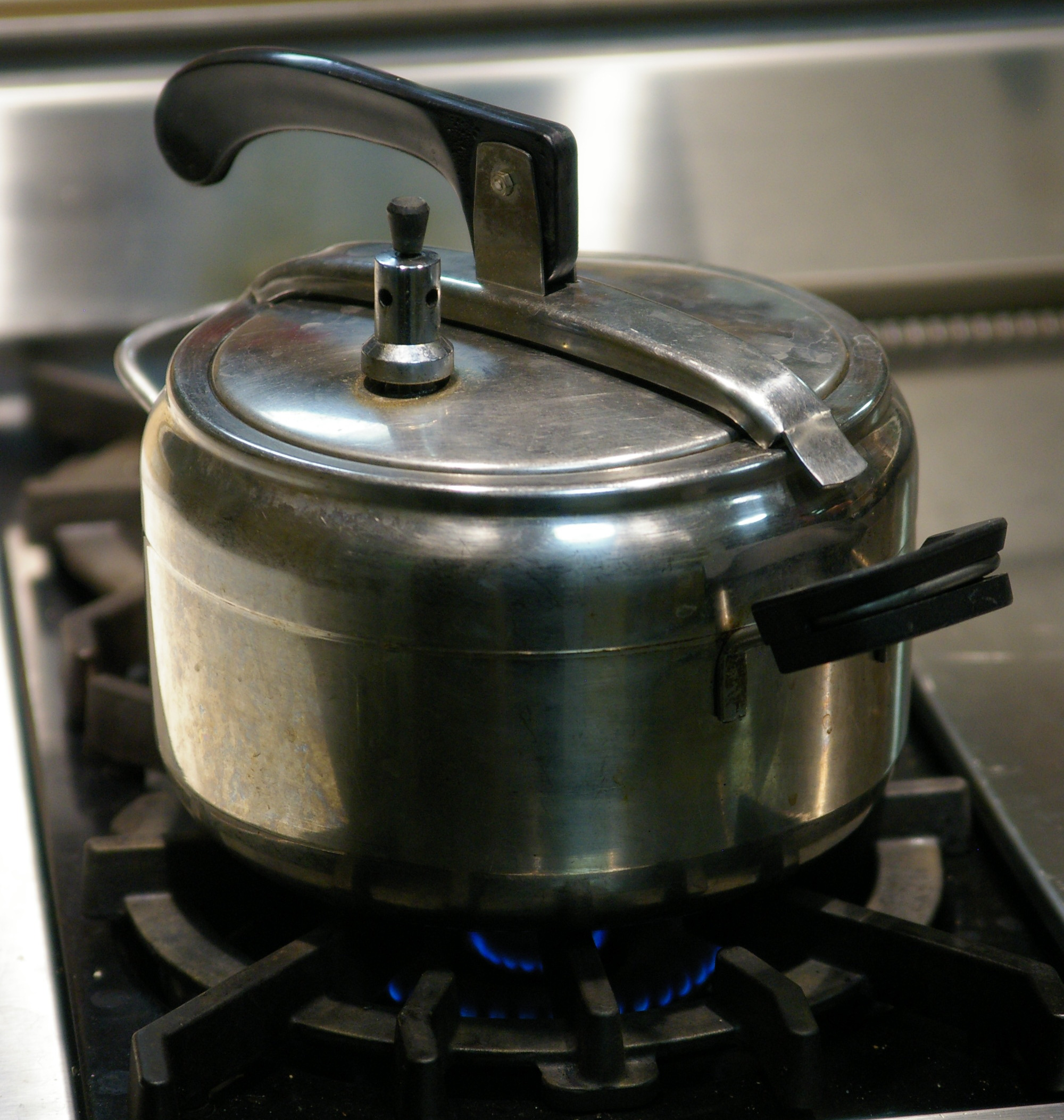
En tryckkokare. Reglaget är en öppning på locket precis bredvid handtaget.

Grönsaker kan tillredas på många olika sätt. De kan kokas i vatten eller ångkokas, kokas i tryckkokare eller stekas i smör, stuvas, gratineras, läggas in, ugnsbakas i exempelvis pajer eller grillas. Grönsakerna kan tillredas hela eller i bitar, med eller utan salt. Beroende på bland annat färskhet och storlek varierar tiden det tar att få grönsaken färdig. Olika sorter tar också olika lång tid på sig. Det kräver helt andra tillagningstider att tillreda exempelvis djupfrysta och konserverade grönsaker. Torkade bönor och ärter bör blötläggas i vatten i uppåt tio timmar innan de kokas eftersom de annars kan vara hårdkokta och hårdsmälta. Baljväxterna innehåller mycket stärkelser och liknande kolhydrater och kan därigenom orsaka flatulens eftersom kroppen inte kan ta upp kolhydraterna utan måste sönderdelas av bakterier i tarmarna. Dessa kolhydrater är vattenlösliga och upplöses därefter vid kokning. Flatulens kan således undvikas genom att byta kokvatten.
Vid tillredningen tar kokvattnet upp en del mineraler och vattenlösliga vitaminer. Dessa kan tillvaratas genom att använda kokspadet till annan matlagning. Vitaminerna och mineralerna försvinner även när maten värmehålles, speciellt mellan 30 och 80°C. Smaken, lukten och konsistensen påverkas också av värmehållning. Några olika grönsaker, som bönor, gula och gröna ärtor samt kikärter passar bra för att kokas i tryckkokare.

### Hållbarhet och förvaring
Näringsvärdet är högst hos nyskördade grönsaker. 
I butik har färska och frysta grönsaker likvärdiga näringsvärden, enligt Livsmedelsverket i Sverige.

#### Färska grönsaker
Grönsakerna lever även efter att de har skördats, och då tvingas de använda näring från sina reserver eftersom ingen ny tillkommer. Detta medför att grönsakerna skrumpnar ihop, och sedermera blir vissnade. Hur snabbt denna process går beror på hur grönsaken tas om hand och på vilket sätt den förvaras. Ju varmare och torrare, desto snabbare vissnar den eftersom varm luft gör att grönsakerna måste andas mer. Detta kan delvis förebyggas genom att slå plastfolie runt grönsaken och inte skära upp den förrän den ska förtäras. Grönsaker som bönor, dill, fänkål, färsk lök, gräslök, majskolvar, sallat, spenat och paprika bör förvaras i kylskåp. Andra, som aubergine, avokado, gurka, ofärsk lök, squash och tomater bör förvaras i svalskåp eller skafferi.
En del grönsaker, som tomat, är klimakteriska och utsöndrar vid ett visst mognadsstadie etylengas, som vid kontakt med andra grönsaker får dessa att ändra färg och karaktär samt vissna snabbare. Ju mognare den etylengasinnehållande grönsaken är, desto mer etylen innehåller den. En del andra grönsaker är extra känsliga mot etylengasen. Detta är bland annat blomkål, gurka, squash och morötter. Därför bör dessa hållas åtskilda från tomater vid förvaring. En för stark lök mildras i smaken om den förvaras bland tomater som ett resultat av gasen.

#### Frysta grönsaker
Frysta grönsaker värmebehandlas före nedfrysningen och det kan göra enzymerna i grönsakerna inaktiva. Däremot tappar inte frysta grönsaker näringsvärde såsom färska. Hållbarheten i fryst tillstånd är lång eftersom grönsaker knappt innehåller något fett. Vissa frysta grönsaker, som gröna ärtor och majs, kan dessutom bibehålla smaken bättre än färska produkter. Det beror på att man styckfryser grönsakerna mycket snabbt så att det inte bildas iskristaller i grönsakerna och de inte fryses ihop. De flesta industriellt frysta grönsakerna säljs direkt eller blir soppor och färdigrätter.

## Olika grönsaker efter typ

### Baljväxter

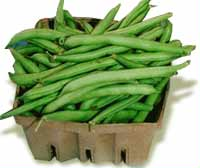
Haricots verts

Späda baljväxter är en term som innefattar olika sorters grönsaker där man använder en hel balja eller fröna i denna, och exempel på dessa kan vara ärter och bönor. Många av dessa grönsaker har en kort växtsäsong, och därför säljs de ofta djupfrysta. Många av dessa grönsaker har till skillnad från många andra grönsaker en hög proteinhalt. Detta har lett till att de ofta används i vegetarisk kost för att kompensera för kött. Exempel på baljväxter är exempelvis bondbönor, haricots verts och sockerärtor. Parallellt med späda baljväxter finns även en grupp som kallas torra baljväxter. Dessa är också en viktig proteinkälla i många av världens delar, och innehåller förutom protein höga halter av järn, kalcium, fosfor och vitamin B, men dock ingen vitamin C. Fetthalten är i regel låg, förutom i sojabönan som innehåller 18% fleromättat fett. Exempel på torra baljväxter är kikärter, gula ärtor, linser och liknande.

### Bladgrönsaker

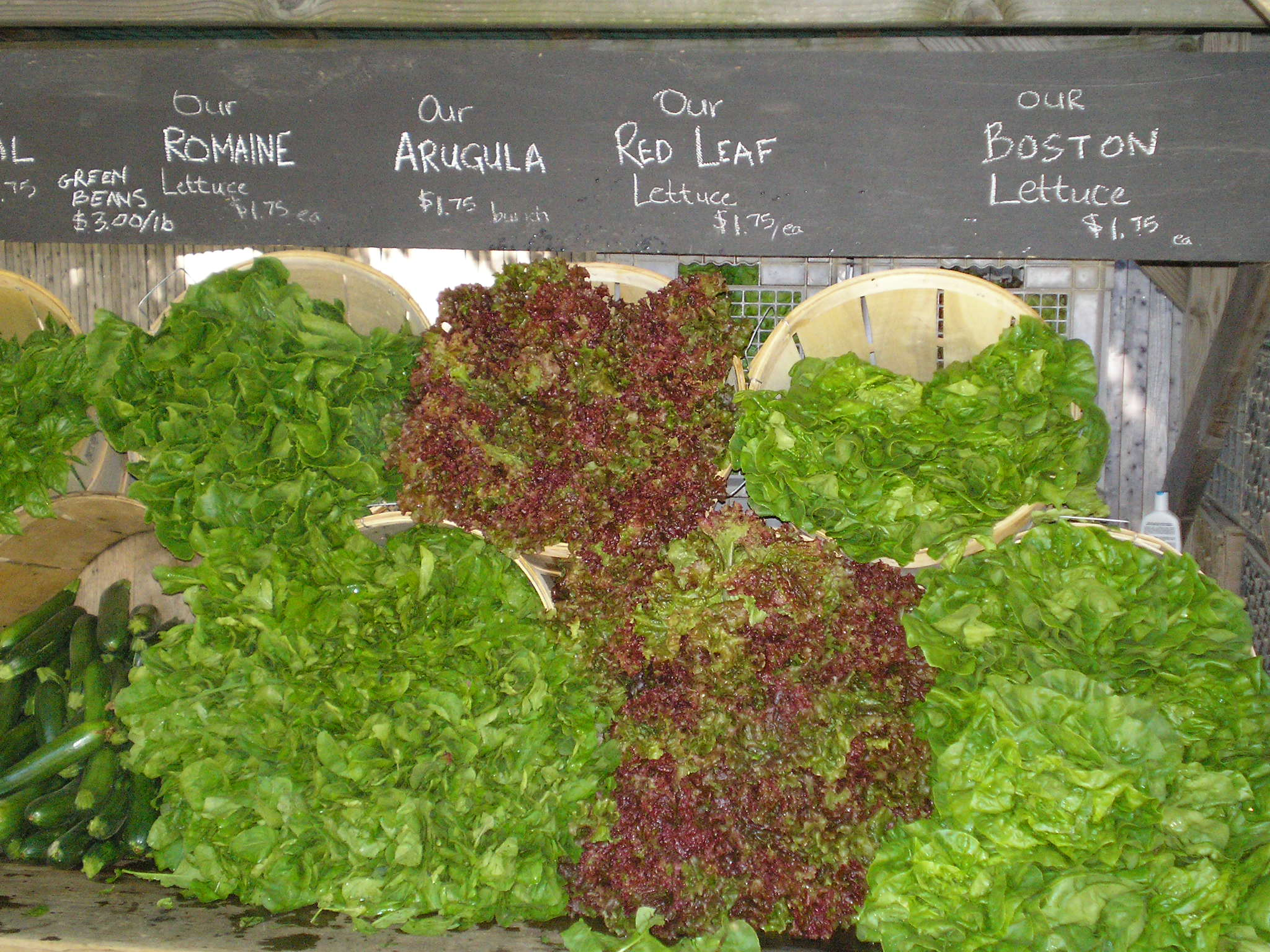
Olika sorters sallat

Bladgrönsaker är olika grönsaker där bladet är det som man äter. Alla olika sallatsväxter, spenatväxter och kålväxter brukar räknas till bladgrönsaker. Exempel på olika bladgrönsaker är frisésallat, en salladssort med smala och något sträva blad och en något besk smak, dess släkting endivsallat, en tvåårig växt som är ljusgrön eller rödvit som ofta används i Belgien, som ett substitut till potatisen, och äts ofta i blandsallader eller gratinerad, bräserad eller kokad, sallat, den kanske vanligaste sallatsorten som växer i ett huvud med sköta blad, isbergssallat som är en variant av vanlig sallat fast mer hållbar och med kraftigare blad, mangold som liknar spenat samt spenat, som ofta säljs djupfryst. Spenaten innehåller en syra som heter oxalsyra. Ätbara växter inryms i ordningen, såsom brännässlor som mestadels används till nässelsoppa men emellanåt även stuvade, maskros samt dansk och spansk körvel.

#### Kålväxter

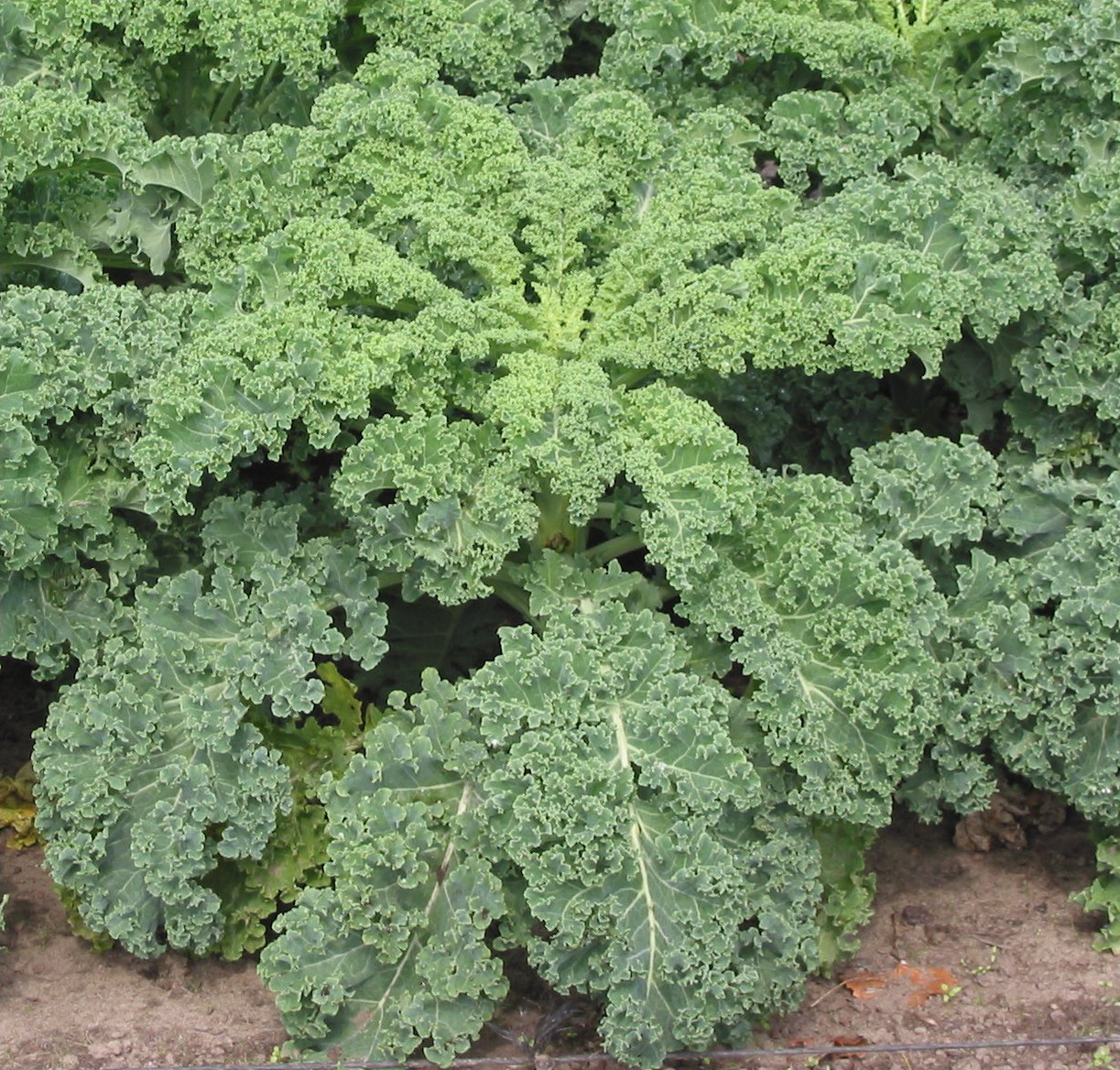
Grönkål

Se även korsblommiga växter och kål
Kålen är den av de äldsta brukade grönsakerna i Sverige och andra nordiska länder. Arten har sedermera genom förädling resulterat i många olika sorter. Alla grönsaker i gruppen är olika kålsorter. Exempel på kålväxter är blomkål, broccoli, brysselkål, grönkål, kålrabbi, rödkål, salladskål, savojkål, spetskål och vitkål.
Blomkålen innehåller mycket vitamin c. Eftersom även kålens bladskaft innehåller c-vitamin, är hela grönsaken brukbar. Kålsorten äts ofta kokad. Broccolin är nära besläktad med blomkålen, och även här använder man både blomställning och stjälken. På grund av den dåliga hållbarheten är säsongen för färsk broccoli kort, men den är vanligt förekommande i djupfryst form. Grönkålen finns ofta med på julbordet och innehåller mycket vitamin a, vitamin c och järn. Vitkålen är den vanligaste kålväxten.

### Grönsaksfrukter

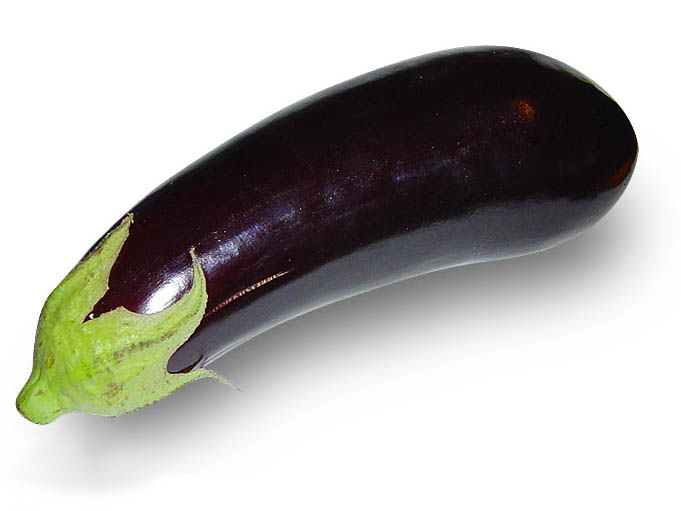
Aubergine

Grönsaksfrukter är benämningen på de grönsaker där själva plantans frukt är vad som nyttjas. Gruppen innehåller bland annat alla gurk- och tomatväxter. Som exempel på dessa kan aubergine, emellanåt avokado, gurka, okra, paprika, pumpa, squash och tomat nämnas. Aubergine, som även går under namnet äggplanta, är en mörkt lila grönsak, även om bruna, vita och gula varianter förekommer, med ett vitt och svampaktigt fruktkött. På grund av dess bittra smak är den inte ätbar rå, utan måste kokas eller på annat sätt tillredas. Till gruppen hör flera sorters gurka, som druvgurka som används till inläggningar, grön slanggurka (oftast bara kallad gurka) som är den vanligaste gurkasorten och som till 96 % består av vatten, vit slanggurka, som jämfört med den gröna när något större och kraftigare och som används till asiagurka och syltgurka men även olika maträtter. Olika pumpatyper, där bland annat prydnadspumpan (som inte går att äta) och butternutpumpa ingår och squash, även kallad zucchini, som till utseendet ofta liknar en gurka men kortare och tjockare, är några till exempel.
Paprika hör också till gruppen, där man skiljer på grönsakspaprika som är stor och mild samt spansk peppar som är en stark krydda. När paprikan är omogen har den en grön färg, som beroende på sort får olika färg när den blivit mogen. Den vanligaste grönsaksfrukten, tomaten, hör hit likaså.

### Lökväxter
Gruppen lökväxter brukar egentligen inte anses tillhöra grönsaker, eftersom det är delen som växer under jorden som man använder. Populärt brukar de dock räknas som grönsaker, och i gruppen finns växter där man äter hela växten, som purjolök och gräslök. Gräslöken ser ut som ett långt gräs, och har rörformiga långa blad. Den är en vanlig trädgårdsväxt, men odlas och växer även vilt. Den gula löken torde vara den vanligaste löksorten, och förekommer under stora delar av året. Purjolöken är en växt där hela växten bör användas. På grund av att jorden kupas när den växer blir dess nedre del vit. Den gröna delen, som växer ovan jord, är mest näringsrik. Rödlök, pärllök, schalottenlök, silverlök, gräslök och syltlök är alla olika sorter av vanlig lök. Även vitlöken hör till gruppen. Vitlöken är en krydda som används för dess starka smak. Grönsaken består av klyftor som sitter sammanbundna till en enhet.

### Stjälkgrönsaker
| ”                            | Aristokraten bland grönsakerna är kronärtskockan. Stjälken kan skäras av, men om man försiktigt bryter loss den genom att vrida stjälken med stöd av bordskanten följer en hel del av de sega trådarna i kronärtskocksbottnen med. | „ |
| – Rutiga kokboken, sidan 148 | |   |

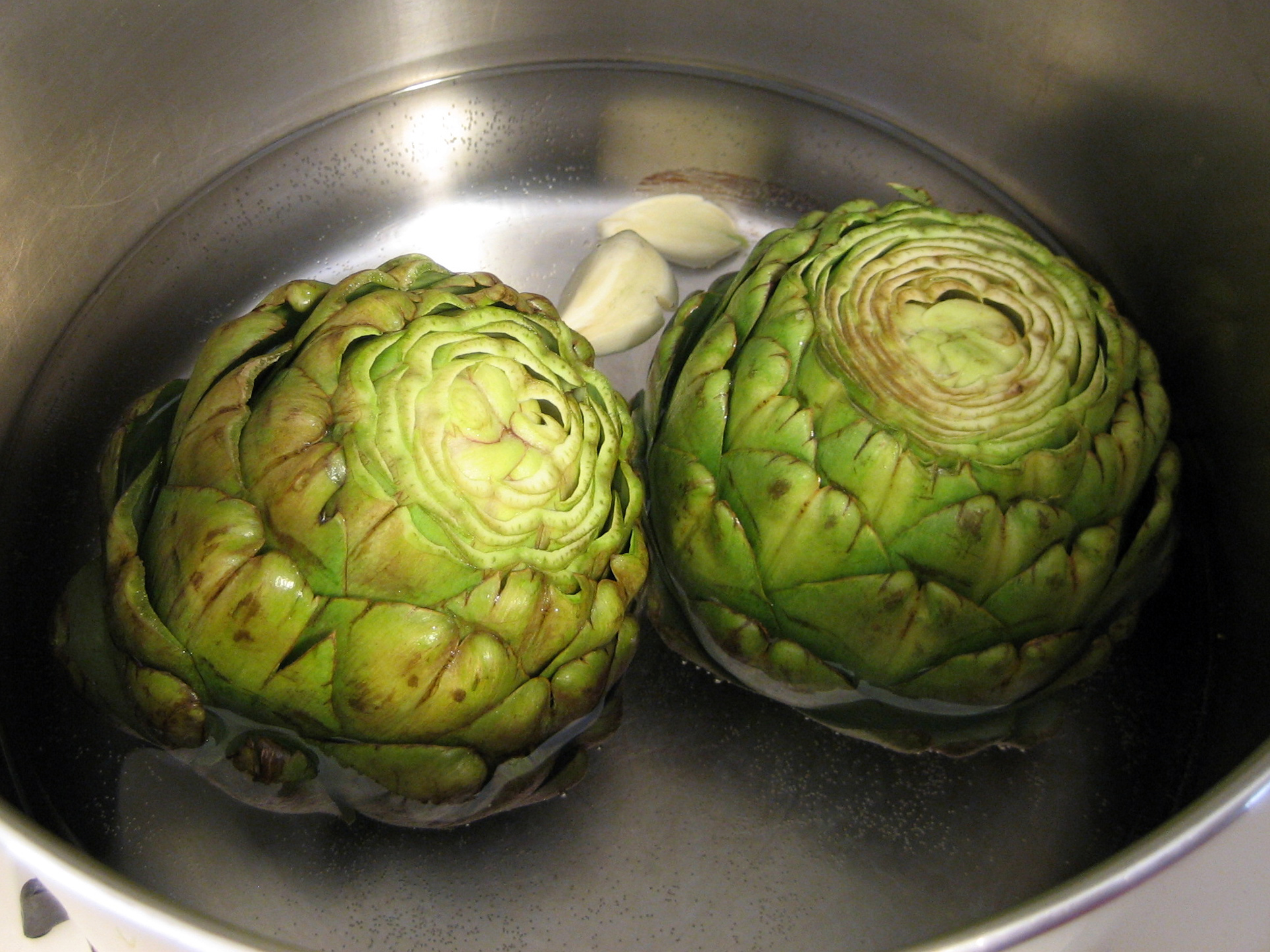
Kronärtskockor inför kokning

De grönsaker där stjälken är det man äter kallas för stjälkgrönsaker. Hos vissa stjälkgrönsaker bildas en knöl i bladstjälkarna, medan stjälken hos en del andra sväller upp. Exempel på stjälkgrönsaker är stjälkselleri, fänkål, kronärtskocka, sparris, avokado, kastanj och majs. Stjälksellerin är nära släkt med rotsellerin och dessa har båda en liknande lukt och smak. Det är en grönsak som växer i stånd. Dess blad är stora. Fänkålen har en smak som påminner om lakrits, och används ofta rå i sallader.
Odlingen av sparris utförs på två olika sätt, som ger två helt olika resultat; blekt och oblekt sparris. Den blekta sparrisen odlas täckt med jord och växer upp helt i mörker. Detta resulterar i att den blir helt vit. Grön, eller oblekt, sparris odlas istället ovan jord och blir därigenom grön. Majsen är en gräsväxt som blir över en meter hög. Den räknas ofta som ett sädesslag.

## Grönsaker och konst
Det är förekommande att man dekorerar med grönsaker som skurits till olika former, till exempel rosor. Det finns även konstverk med grönsaker som till exempel stilleben.

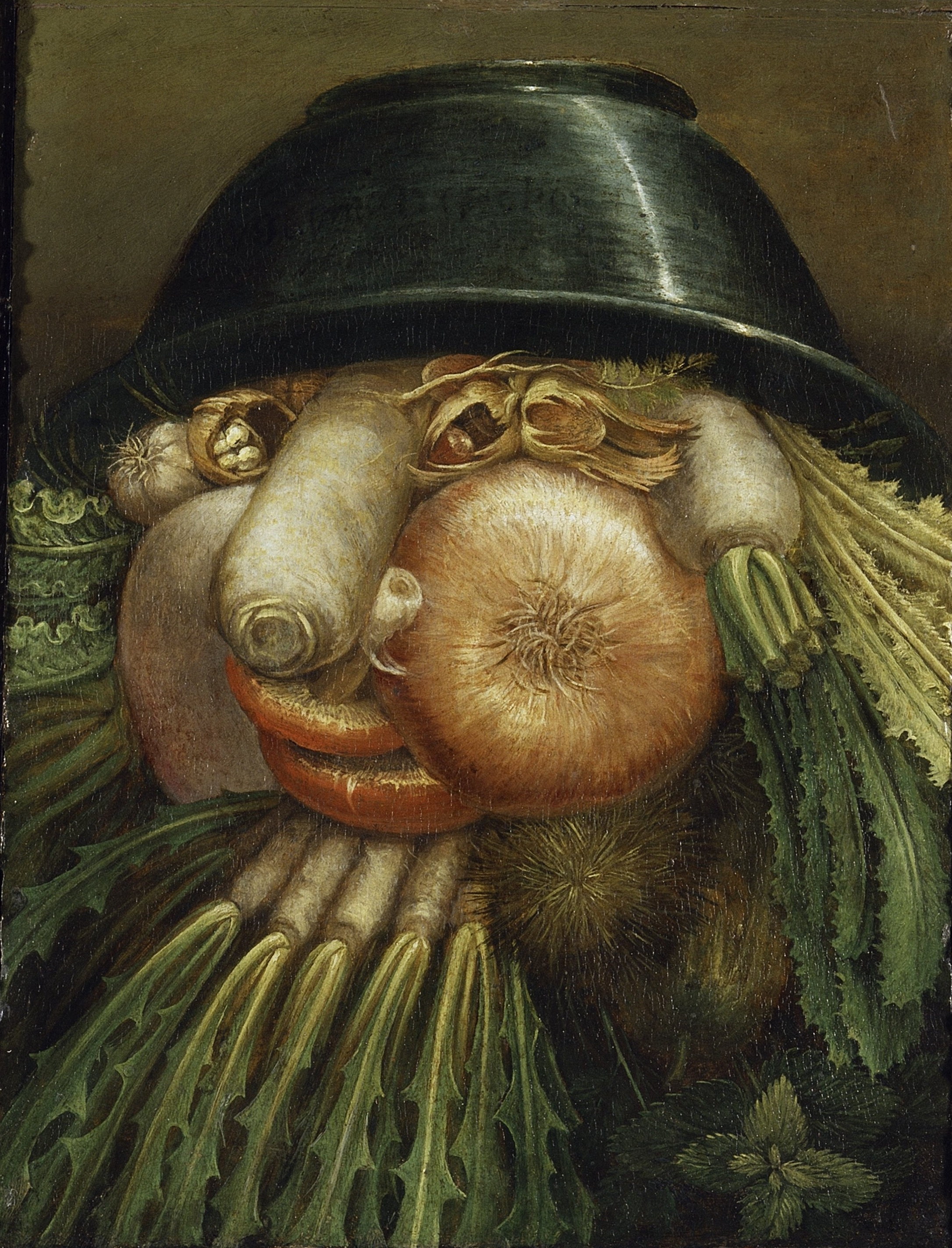
Konstverk uppbyggt av grönsaker av Giuseppe Arcimboldo.
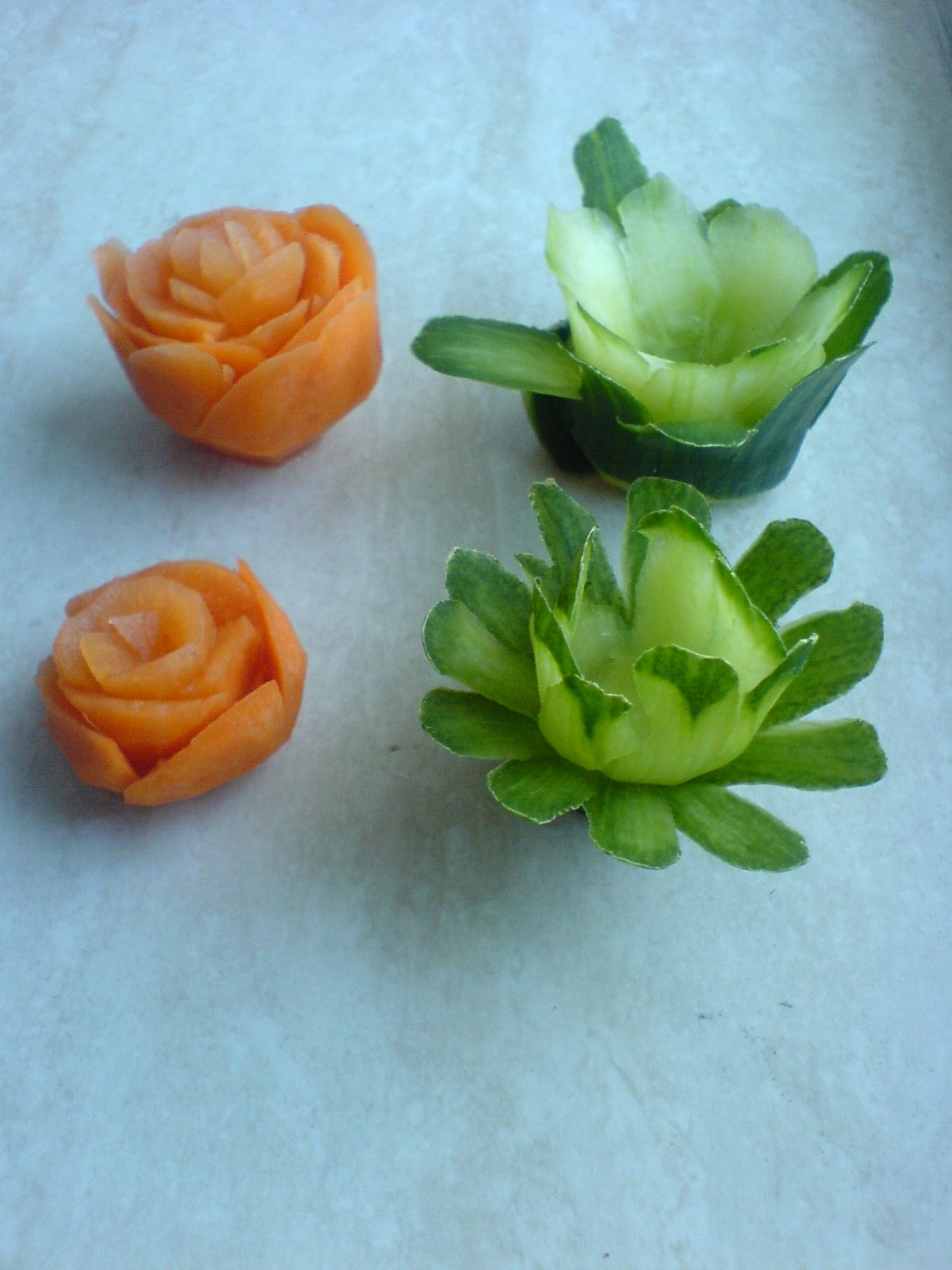
Morot och gurka i form av blommor.
Frukt och grönsakshandel av Pieter Aertsen 1569.

## Bildgalleri

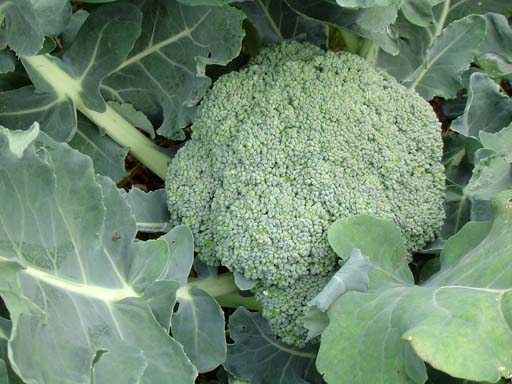
Broccoli
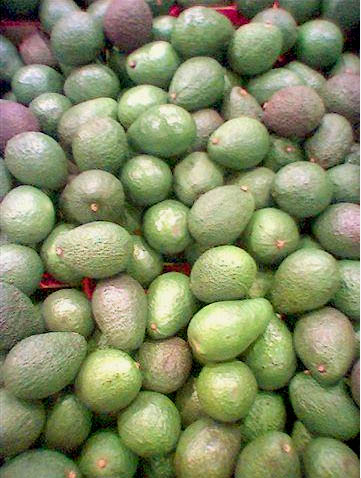
Avokado
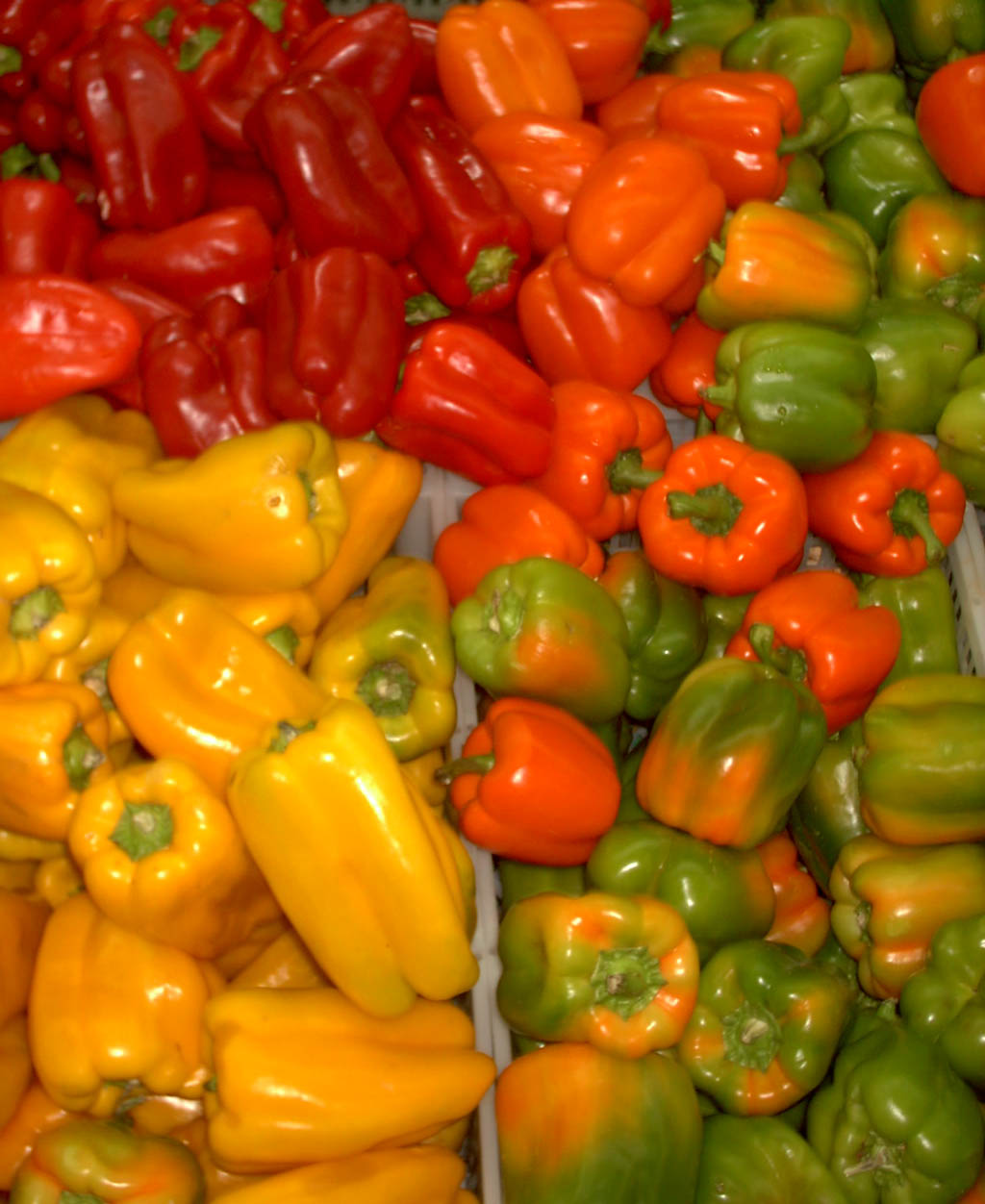
Paprika
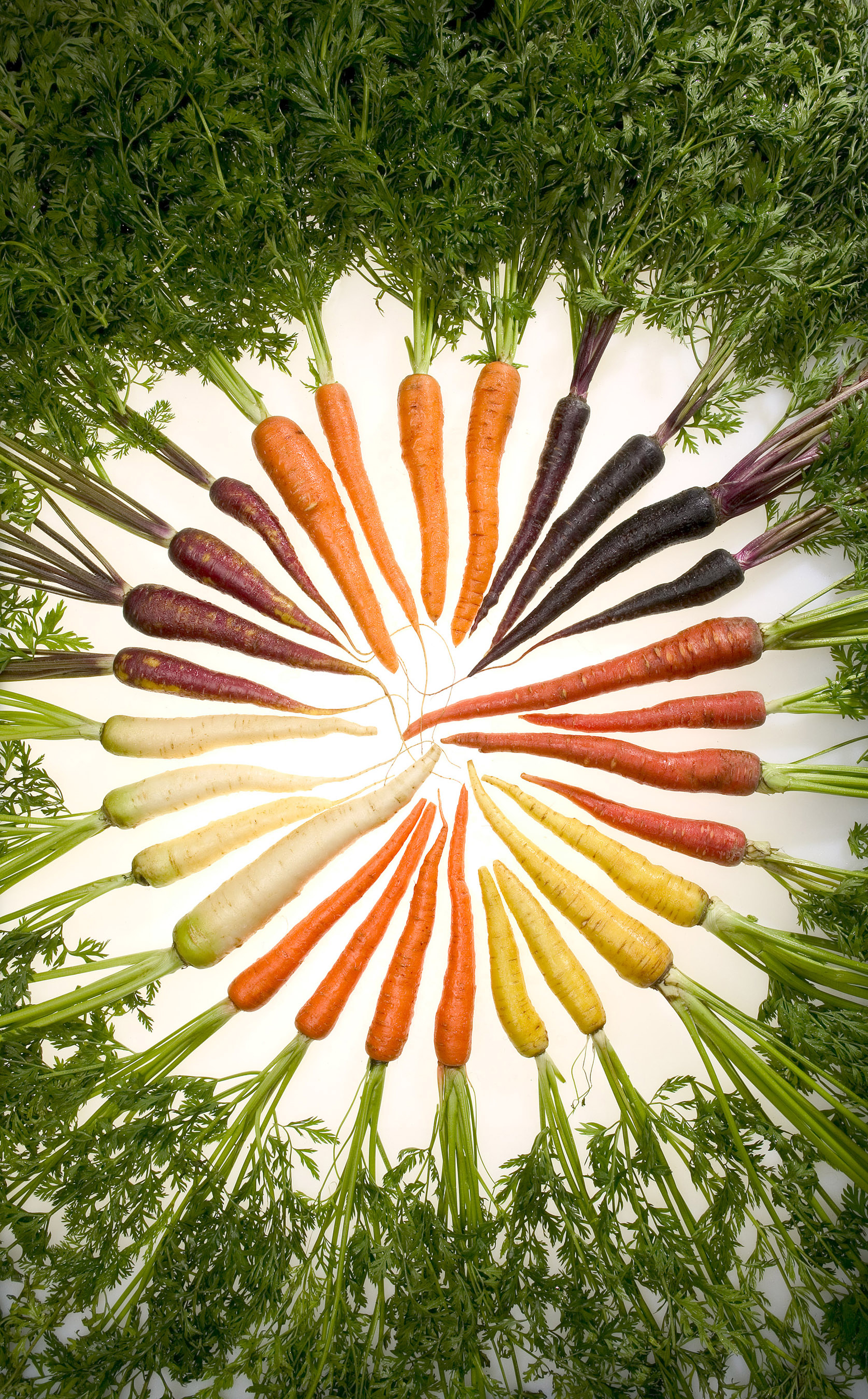
Morötter